# Des Moines
|  | Per a altres significats, vegeu «Des Moines (desambiguació)». |

Des Moines (en francès literalment “dels monjos”) és la capital de l'estat d'Iowa. Va entrar a formar part dels Estats Units com a ciutat el 22 de setembre 1851 amb el nom de Fort Des Moines, fins que va ser abreujat a "Des Moines" el 1857. La ciutat de Des Moines és també la capital del comtat de Polk. En el cens del 2005 la població de la ciutat era de 194.163 habitants.

## Història
Des Moines va ser fundada el maig de 1843 quan el capità James Allen va construir un fort al punt en què conflueixen els rius Des Moines i Raccoon. N'Allen hauria volgut anomenar la instal·lació Fort Raccoon, però el Departament de la Guerra va ordenar-li d'anomenar-lo Fort Des Moines. L'origen del nom Des Moines és incert: es diu que pot derivar de riu dels Moingonas, els quals eren una tribu índia resident a la zona i lligada a la cultura dels burial mounds. Altres consideren que és degut a monjos francesos de la trapa que vivien en cabanes a la confluència dels rius, o bé que el nom es refereix a l'expressió francesa de moyen ("del mig") fent referència a la seva situació a la meitat de dos grans rius: el Missouri i el Mississipi.
Els primers colons van arribar a partir del 1845 i van començar a establir-se a l'indret ocupat actualment pel Principal Park, esdevenint el 25 de maig de 1846 la capital del comtat de Polk. El 22 de setembre de 1851 esdevingué una ciutat, essent aprovat el seu estatus el 18 d'octubre del mateix any. El 1857, el nom va ser abreujat a Des Moines i va ser escollida com a capital d'Iowa (anteriorment la capital havia estat Iowa City). Pels voltants del 1900, Des Moines era ja la ciutat més gran d'Iowa amb una població de 62.139 persones.
El 1907 la ciutat va adoptar un nou tipus de govern conegut com a "Des Moines Plan", constituït d'un batlle i quatre comissaris responsables dels treballs públics, de la propietat pública, de la sanitat pública i de les finances. El 1950 aquesta forma de govern va ser substituïda per un govern de tipus "council-manager, el qual és un consell d'administració que governa la ciutat, mentre el batlle té una funció gairebé testimonial.

## Geografia
Des Moines està situada a la part centre-meridional dels EUA. El riu Des Moines i el riu Raccoon son al sud del centre de la ciutat i l'abasteix de l'aigua potable. Segons el United States Census Bureau, la ciutat té una superfície total de 200,1 km², dels quals 196,3 km² de sòl i 3,8 km² d'aigües internes (1,88% del total).

## Demografia
Al cens del 2000, la població era de 198.682 persones, dels quals el seu origen ètnic era el següent: 82,29% blancs, 8,07% negres, 0,35% amerindis, 3,50% asiàtics, 0,05% de les illes de l'oceà Pacífic, 3,52% d'altres orígens, 2,23% multiracials i 6,61% hispànics.

## Colleges i universitats
- AIB College of Business
- Des Moines University
- Des Moines Area Community College
- Drake University
- Grand View College
- Hamilton College - a Urbandale
- Iowa State University - a Ames
- Mercy College of Health Sciences[3]
- Simpson College - a Ankeny i West Des Moines
- Upper Iowa University
- William Penn University

## Llocs d'interès
- Iowa State Fair and Grounds
- Downtown Attractions[4]
  - Iowa State Capitol, amb una cúpula d'or
  - The Iowa Events Center
  - East Village Shopping Area[5]
  - [Science Center of Iowa and IMAX theatre Court Ave[6]
  - Des Moines Botanical Center
  - Downtown Farmer's Market[7]
  - Principal Riverwalk[8]
  - [Des Moines Art Festival[9]
  - Des Moines Civic Center[10]
  - Hoyt Sherman Place[11]
  - Sherman Hill Neighborhood[12] districte d'importància històrica al nord del centre de la ciutat
- Des Moines Art Center
- The Blank Park Zoo[13]
- Arie den Boer Arboretum
- Lilac Arboretum and Children's Forest
- Merle Hay Mall, un dels més vells i més grans malls (centres comercials) d'Iowa
- Terrace Hill, residència del governador d'Iowa
- Jordan Creek Town Center, el més gran i recent dels malls (centres comercials)d'Iowa
- Adventureland, un parc temàtic regional
- Prairie Meadows, casino i hipòdrom a Altoona
- Valley West Mall
- Southridge Mall
- Recreational Trail System[14]
- Grays Lake Park[15]
- Saylorville Lake

## Ciutats agermanades
- Kofu (Japó)
- Naucalpan (Mèxic)
- Saint-Etienne (França)
- Shijiazhuang (Xina)
- Stavropol (Rússia)

## Fills il·lustres
- Stanley Ben Prusiner (1942 -) bioquímic i neuròleg, Premi Nobel de Medicina o Fisiologia de l'any 1997.